# Сорана Крстеа
Сорана Михаела Крстеа (рум. Sorana Mihaela Cîrstea; рођена 9. априла 1990) румунска је тенисерка. Свој велики пробој направила је одигравши четвртфинале Отвореног првенства Француске 2009. године, када је победила Ализе Корне, Каролину Возњацки и Јелену Јанковић. Њен најбољи пласман на ВТА листи било је 21. место које је достигла 17. августа 2009.

## Приватни живот
Сорана Крстеа тенис је почела да игра са четири године, под утицајем свог оца Михаја и мајке Лилијане, а узор јој је била Штефи Граф. Има и пет година млађег брата Михнеја. Течно говори румунски, енглески и шпански језик, а тренутно учи и француски. Њене добре пријатељице међу тенисеркама су Каролина Возњацки, Забине Лизики, Марија Кириленко и Ана Ивановић.

## Каријера

### 2005—2008.
Сорана Крстеа била је шеста јуниорка света, освојивши многобројне турнире у овој конкуренцији. На Отвореном првенству Француске 2007. је, заједно са Алексом Глеч, достигла финале у конкуренцији јуниорских парова. Током 2005. и 2006. освојила је три ИТФ појединачна турнира — два у Португалији и један у Букурешту. У априлу 2007. први пут се квалификовала за један ВТА турнир, Велику награду Будимпеште. Све своје мечеве играла је у три сета — друго коло против Мартине Милер, четвртфинале против Елени Данилиду, полуфинале против Карин Кнап и финале против Жизеле Дулко. Иако је изгубила први сет, Дулко је освојила наредна два и освојила турнир. Крстеа је током турнира победила чак две играчице из топ 40, а и постала прва тенисерка која је играла финале једног ВТА турнира још од Руксандре Драгомир 2000. Исте године је освојила и ИТФ турнир у Букурешту.
4. маја 2008. Крстеа осваја своју прву ВТА титулу у конкуренцији парова; заједно са Анастасијом Пављученковом осваја турнир у Фесу. У августу она и њена земљакиња Моника Никулеску стигле су до финала турнира Пилот пен тенис у конкуренцији парова, али их у три сета победиле Квета Пешке и Лиса Рејмонд 4–6, 7–5, 10–7. Крајем сезоне освојила је још један турнир у конкуренцији парова (Луксембург са Марином Ераковић) и свој први појединачни турнир у Ташкенту.

### 2009.
Крстеа је почела сезону на турниру Медибанк Интернашонал у Сиднеју, али ју је већ у првом колу поразила друга тенисерка света Динара Сафина, 6–1, 6–2. Серију пораза у првим колима наставља на Отвореном првенству Аустралије (изгубила од Мелинде Цинк 6–2, 6–2), затим на турнирима у Паризу (изгубила од Натали Деши 6–2, 1–6, 6–2), Дубаију (победила ју је Доминика Цибулкова 6–4, 6–2), Индијан Велсу (поражена од Јелене Веснине 5–7, 6–2, 6–3) и Мајамију (изгубила од Марије Корицеве 6–2, 6–1).
Лошу серију прекинула је на турниру у Марбељи, на ком је достигла полуфинале, у којем ју је поразила домаћа тенисерка Карла Суарез Наваро резултатом 6–2, 6(5)–7, 6–2. На турнирима у Барселони и Фесу поново је губила већ у првом колу, али је у конкуренцији парова достигла финала — у Барселони са Андрејом Клепац, а у Фесу са Маријом Кириленко. На турниру у Ешторилу у четвртфиналу ју је победила Јанина Викмајер, а у Мадриду Аљона Бондаренко већ у првом колу. У првом колу Отвореног првенства Француске Крстеа је лако савладала Карли Галиксон 6–4, 6–2, а затим и љубимицу домаће публике и 21. носиоца Ализе Корне 6–3, 6–2. У трећем колу састала се са својом добром пријатељицом и десетим носиоцем Каролин Возњацки, коју побеђује резултатом 7–6(3), 7–5, а у четвртом са петим носиоцем и бившом првом тенисерком света Јеленом Јанковић против које односи победу резултатом 3–6, 6–0, 9–7. У четвртфиналу победила ју је Саманта Стосур.
Крстеа је свој први турнир на трави у сезони одиграла у Хертохенбосу. У три сета је савладала Монику Никулеску 5–7, 6–3, 6–3 у првом колу, а затим је у другом изгубила од Јанине Викмајер 6–4, 6–3. На Вимблдону је дошла од трећег кола, у ком ју је поразила Викторија Азаренка. Заједно са Каролином Возњацки пласирала се у друго коло у конкуренцији парова где су поражене од Марије Корицеве и Татјане Пучек 6–4, 6(8)–7, 4–6. Крстеа се затим вратила турнирима на шљаци, и била је постављена за петог носиоца на Шведска опену. У другом колу ју је победила Жисела Дулко 6–3, 4–6, 7–6(5). Такође је играла и у конкуренцији парова са Каролином Возњацки, али су поражене у другом колу од стране Марије Кондратјеве и Софи Лефевр 4–6, 6–4, 10–8.
На њеном првом турниру Серије Отвореног првенства Америке, Лос Анђелес опену, Крстеа и Каролин Возњацки елиминисане су већ у првом колу такмичења у паровима, од стране Чие-Јунг Чуанг и Јан Ци. Што се тиче појединачне конкуренције, Крстеа је савладала Микајлу Ларшер де Брито у првом колу са 6–4, 7–5, четвртог носиоца Каролину Возњацки у другом са 1–6, 6–4, 7–6(5), седамнаестог носиоца Забине Лизики 6–3, 1–0 у четвртом и осмог носиоца Агњешку Радвањску у четвртфиналу 7–6(4), 1–6, 7–5. У полуфиналу ју је победила тринаести носилац Саманта Стосур са 6–3, 6–2. Након овог турнира, Крстеа је достигла највишу позицију на ВТА листи у каријери, 24. место.

## Стил игре
Тениски стручњаци хвале Крстеу због њене елегантне и контролисане игре, као и због минималног броја неизнуђених грешака током меча. Иако не спада у брже играчице, ту своју слабост допуњава вештим покривањем целог терена. Има подједнако добар и форхенд и бекхенд, као и солидан волеј. Међутим, оно што се Крстеи највише замера јесте њена психичка слабост. На пример, иако је у првом сету меча трећег кола Вимблдона 2009. против Викторије Азаренке била доминантнија од своје противнице, успела је да тај сет изгуби у тај–брејку.

## ВТА финала (7)

### Победе појединачно (1)
| Легенда: Пре 2009. | Легенда:Од 2009.  |
| ------------------ | ----------------- |
| Гренд слем         |                   |
| ВТА шампионат      |                   |
| Тијер I            | Обавезни Премијер |
| Тијер II           | Премијер 5        |
| Тијер III          | Премијер          |
| Тијер IV и V (1)   | Међународни       |

| Бр. | Датум            | Турнир       | Локација            | Подлога | Противница    | Резултат         |
| 1.  | 5. октобар 2008. | Ташкент опен | Ташкент, Узбекистан | Тврда   | Забине Лизики | 2–6, 6–4, 7–6(4) |

### Порази појединачно (1)
| Легенда: Пре 2009. | Легенда:Од 2009.  |
| ------------------ | ----------------- |
| Гренд слем         |                   |
| ВТА шампионат      |                   |
| Тијер I            | Обавезни Премијер |
| Тијер II           | Премијер 5        |
| Тијер III (1)      | Премијер          |
| Тијер IV и V       | Међународни       |

| Бр. | Датум           | Турнир                    | Локација             | Подлога | Противница   | Резултат         |
| 1.  | 29. април 2007. | Велика награда Будимпеште | Будимпешта, Мађарска | Шљака   | Жизела Дулко | 7–6(2), 2–6, 2–6 |

### Победе у паровима (2)
| Легенда: Пре 2009. | Легенда: Од 2009. |
| ------------------ | ----------------- |
| Гренд слем         |                   |
| ВТА шампионат      |                   |
| Тијер I            | Обавезни Премијер |
| Тијер II           | Премијер 5        |
| Тијер III (1)      | Премијер          |
| Тијер IV и V (1)   | Међународни       |

| Бр. | Датум             | Турнир                | Локација                    | Подлога | Партнерка               | Противнице                           | Резултат       |
| 1.  | 4. мај 2008.      | Велика награда Марока | Фес, Мароко                 | Шљака   | Анастасија Пављученкова | Алиса Клејбанова Јекатарина Макарова | 6–2 6–2        |
| 2.  | 26. октобар 2008. | Фортис шампионат      | Луксембург Сити, Луксембург | Тврда   | Марина Ераковић         | Вера Душевина Марија Коритцева       | 2-6, 6-3, 10-8 |

### Порази у паровима (3)
| Легенда: Пре 2009. | Легенда: Од 2009. |
| ------------------ | ----------------- |
| Гренд слем         |                   |
| ВТА шампионат      |                   |
| Тијер I            | Обавезни Премијер |
| Тијер II (1)       | Премијер 5        |
| Тијер III          | Премијер          |
| Тијер IV и V       | Међународни (2)   |

| Бр. | Датум            | Турнир                | Локација           | Подлога | Партнерка        | Противнице                                         | Резултат       |
| 1.  | 23. август 2008. | Пилот пен тенис       | Њухевен, САД       | Тврда   | Моника Никулеску | Квета Пешке Лиса Рејмонд                           | 6–4, 5–7, 7–10 |
| 2.  | 19. април 2009.  | Барселона опен        | Барселона, Шпанија | Шљака   | Андреја Клепач   | Нурија Љагостера Вивес Марија Хосе Мартинез Санчез | 6-3, 2-6, 8-10 |
| 3.  | 30. април 2009.  | Велика награда Марока | Фес, Мароко        | Шљака   | Марија Кириленко | Алиса Клејбанова Јекатарина Макарова               | 3-6, 6-2, 8-10 |